# Богатиков, Олег Алексеевич
Оле́г Алексе́евич Бога́тиков (15 декабря 1934, Москва — 1 марта 2022, Москва) — советский и российский геолог, специалист в области петрологии, исследователь анортозитов, академик РАН (1991; член-корреспондент АН СССР с 1987).

## Биография
Родился 15 декабря 1934 года в Москве в семье начальника горнорудного управления Коунрадского рудника (с 1933). В 1937 году родители были репрессированы, мать вернулась из лагеря в 1947 году, отец расстрелян (1937, реабилитирован в 1956).
В 1952 году окончил школу в городе Гаврилове-Посаде, Ивановской области.
В 1957 году окончил геологоразведочный факультет московского института МГРИ.
Аспирант, лаборант и младший научный сотрудник ИГЕМ АН СССР в Москве, с которым затем будет связана вся его научная жизнь.
Член КПСС с 1965 года. Во второй половине 1960-х годов работал в Конго.
После возвращения в СССР окончил Институт международных отношений.
Работал в ИГЕМ АН СССР, занимаясь в основном вопросами петроглифики и анортозитами, в изучение которых внёс большой вклад. С 1976 года заведовал в ИГЕМ отделом общей петрографии.
Доктор геолого-минералогических наук (1975, за работу «Анортозиты СССР»).
Принимал участие в пяти сессиях Международного геологического конгресса, выступал с докладами. Входил в Национальный комитет геологов СССР.
Изучал магматические процессы и дно океана. Был инициатором создания, автором и главным редактором фундаментального труда «Магматические горные породы» (1983—1987) в семи томах. Исследовал историю магматизма и земной коры на ранних этапах её развития, геологию лунных гор.
23 декабря 1987 года стал членом-корреспондентом АН СССР, с 7 декабря 1991 года — академиком РАН.
Занимал должность заместителя главного учёного секретаря Президиума АН СССР в 1986—1991 годах, затем был заместителем вице-президента АН СССР.
Автор более 300 научных работ, в том числе 27 монографий.
Скончался О. А. Богатиков в Москве 1 марта 2022 года. Похоронен на Троекуровском кладбище Москвы (колумбарий, секция 2в).

## Основные работы
- Анортозиты СССР. М., 1979;
- Магматические горные породы: В 6 т. М., 1983—1988 (соавт.);
- "Магматизм, тектоника, геодинамика Земли "

## Награды и премии
- 1980 — почётная грамота Президиума АН СССР
- 1985 — Премия имени А. Е. Ферсмана
- 1997 — Государственная премия РФ за цикл трудов «Глубинная геодинамика»
- 1999 — Премия Правительства РФ
- 2003 — Демидовская премия Научного Демидовского фонда
- 2009 — премия «Триумф» в области науки